# アリス・ヘルツ＝ゾマー
アリス・ヘルツ＝ゾマー（Alice Herz-Sommer、1903年11月26日 - 2014年2月23日）は、チェコ出身のピアニスト。第二次世界大戦中にテレージエンシュタット強制収容所に収容され、ホロコーストから生還した世界最高齢の人物といわれた。
1944年に夫がテレージエンシュタット強制収容所で死去するも、自身は生還。1949年3月、イスラエルへ移住。エルサレムで音楽教師として働いていた。1986年、唯一の子であったラファエル・ゾマー（Rafael Sommer、1937 - 2001）とともにイギリス・ロンドンへ移住。
2014年2月23日、ロンドンの病院で110歳3ヶ月で死去。